# Pecanapis franckei
Pecanapis franckei – gatunek pająka z rodziny Anapidae. Jedyny przedstawiciel monotypowego rodzaju Pecanapis. Endemit lasów Chile.

## Taksonomia
Gatunek i rodzaj opisane zostały w 1989 roku przez Raymonda Forstera i Normana I. Platnicka na podstawie 4 okazów obojga płci, odłowionych w 1985 roku. Epitet gatunkowy nadano na cześć Oscara F. Franckego, który wspólnie z Platnickiem odłowił materiał typowy.

## Opis
Jest to pająk drobnych rozmiarów. Holotypowy samiec ma 1,09 mm długości ciała przy karapaksie długości 0,46 mm, szerokości 0,43 mm i wysokości 0,22 mm oraz opistosomie (odwłoku) długości 0,83 mm, szerokości 0,65 i wysokości 0,83 mm. Allotypowa samica ma 1,18 mm długości ciała przy karapaksie długości 0,5 mm, szerokości 0,44 mm i wysokości 0,24 mm oraz opistosomie długości 0,91 mm, szerokości 0,87 i wysokości 0,89 mm.
Kształt ciemnorudobrązowego karapaksu w widoku od góry jest prawie kolisty, najszerszy na wysokości bioder II pary odnóży, o ściętym tylnym brzegu. Oskórek części głowowej jest delikatnie ziarenkowany, a tułowiowej nieregularnie chropowaty. Na chetotaksję części głowowej składają się dwie grube szczeciny przednio-środkowe i para osadzonych na wzgórkach szczecin przyśrodkowych w części tylnej. Na części tułowiowej znajduje się szeroki rowek tułowiowy, a za nim para szerokich, skośnych guzków przyśrodkowych. Ośmioro oczu ustawionych jest w dwóch rzędach. W widoku od góry oczy przednio-środkowe leżą bardziej z przodu niż przednio-boczne, a tylno-środkowe bardziej z przodu niż tylno-boczne. W widoku od przodu oczy przednio-boczne leżą niżej niż przednio-środkowe, a tylno-boczne niżej niż tylno-środkowe. Oczy pary tylno-bocznej stykają się z tymi przednio-bocznej. Oczy pary przednio-środkowej są koliste, około połowę mniejsze niż pozostałe i stykają się ze sobą, a oczy pary tylno-środkowej rozstawione są na odległość równą ich promieniowi.
Nadustek jest trzy- do czterokrotnie wyższego od oczu przednio-bocznej pary, drobno dołkowany i pozbawiony w przednio-bocznych kątach wyraźnych pól gruczołowych. Barwa narządów gębowych i sternum jest ciemnorudobrązowa z rozjaśnionymi wierzchołkowymi częściami szczękoczułków, które to mają po dwa zęby na przednich krawędziach. Na wardze górnej występuje długa ostroga. Endyty są prostokątne, szeroko z tyłu odseparowane, zaopatrzone w silne serrule. Trójkątna warga dolna jest dwukrotnie szersza niż dłuższa i zespolona z dłuższym niż szerokim i z tyłu zaokrąglonym sternum. Kolejność par odnóży od najdłuższej do najkrótszej przedstawia się następująco: I, IV, II, III. Barwa odnóży jest rudobrązowa z żółtawymi rzepkami i odsiebnymi częściami nadstopiów. Pierwsza para odnóży nie jest nabrzmiała, ma proste stopy i pozbawiona jest ostrogi na nadstopiu.
Opistosoma u samca ma w tylnej części wierzchu stożkowate, ciemnorudobrązowe skutum, unikalne wśród chilijskich Anapidae. Ponadto samiec ma na opistosomie przednie skutum, obejmujące przetchlinki i otaczające pedicel, a pozostałą jej powierzchnię pokrytą listewkami i owalnymi do wydłużonych sklerotyzacjami między nimi. U samicy wierzch opistosomy jest spłaszczony z dwoma rzędami zaokrąglonych sklerotyzacji: czterech w przednim, z których środkowe są największe i trzech w tylnym, z których przyśrodkowe są mocno powiększone. Układ ten również jest unikalny wśród chilijskich Anapidae. Pozostała powierzchnia opistosomy samicy ma listewki i rozproszone sklerotyzacje. Stożeczek jest palcowaty i otoczony zesklerotyzowanym pierścieniem. Płucotchawki zastąpione są tchawkami.
Nogogłaszczki samców mają zaokrągloną apofizę retrolateralną w połowie długości wydłużonej rzepki, rządek silnych szczecin na odsiebnej części cymbium oraz bulbus z przejrzystym konduktorem i krótkim, szerokim embolusem, osadzonym w jego odsiebnej części. Narządy rozrodcze samic mają przedni zbiornik nasienny trójpłatowy, zaopatrzony w dwie spermateki boczne i dwie płytki porowate na płatach bocznych, a tylny zbiornik nasienny dużych rozmiarów.

## Występowanie i ekologia
Pająk neotropikalny, endemiczny dla Chile, znany tylko z lokalizacji typowej: Quebrada de La Plata koło Maipiú w Regionie Metropolitalnym. Materiał pozyskiwano z zebranej na brzegu strumienia ściółki leśnej za pomocą aparatu Tullgrena.